# Liste der Monuments historiques in Anrosey
Die Liste der Monuments historiques in Anrosey führt die Monuments historiques in der französischen Gemeinde Anrosey auf.

## Liste der Immobilien
| Bezeichnung    | Beschreibung            | Standort                | Kennzeichnung | Schutzstatus | Datum | Bild |
| -------------- | ----------------------- | ----------------------- | ------------- | ------------ | ----- | ---- |
| Friedhofskreuz | aus dem 18. Jahrhundert | Rue Saint-Martin (Lage) | PA00078937    | Inscrit      | 1929  |      |

## Liste der Objekte
| Bezeichnung                    | Beschreibung                   | Standort                       | Kennzeichnung | Schutzstatus | Datum | Bild |
| ------------------------------ | ------------------------------ | ------------------------------ | ------------- | ------------ | ----- | ---- |
| Reiterskulptur Heiliger Martin | Stein, farbig gefasst, um 1464 | in der Kirche St-Martin (Lage) | PM52000022    | Classé       | 1963  |      |